# Jofre Mateu González
Jofre Mateu González (Alpicat, Segrià, 24 de gener de 1980) més conegut com a Jofre, és un exfutbolista professional català.
Va jugar un total de 332 partits, amb 28 gols durant 11 temporades a Segona Divisió, representant sis clubs. A La Liga, hi va jugar amb el FC Barcelona, Llevant UE, RCD Espanyol i Reial Múrcia CF.
Abans de retirar-se, Jofre va passar tres anys a la Indian Super League.

## Trajectòria
Va començar la seva trajectòria en el futbol professional en el filial del FC Barcelona, el Barça Atlètic. Quan estava en el filial, va debutar a Primera divisió de la mà de Louis Van Gaal, en l'últim partit de la temporada 1997-98, contra la UD Salamanca. Va aconseguir marcar l'únic gol blaugrana, encara que no va servir per evitar l'aclaparadora derrota per 1 a 4.
Les dues temporades següents va jugar amb l'equip filial a Segona divisió B, tot entrenant-se amb el primer equip. La temporada 2000-01, el RCD Mallorca es va interessar pel jugador i va aconseguir la seva cessió amb opció de compra. Tanmateix, no va convèncer els tècnics de l'equip balear i no va arribar a debutar amb el primer equip mallorquí.
La temporada 2001-02 va tornar al Barça amb Carles Rexach com a entrenador. Això no obstant, no va gaudir de gaires minuts de joc.
El Llevant va fitxar el jugador alpicatí la temporada 2002-03. Jofre va tenir un paper important en l'ascens del club valencià durant la temporada 2003-04 a Primera divisió. Encara que alguns equips de primera s'interessaren per ell, romangué amb el Llevant durant una temporada més. Després del descens dels granotes, el jugador quedà lliure i va fitxar per al RCD Espanyol per dues temporades, amb opció a dues més.
A l'Espanyol no va tenir gaires oportunitats amb Miguel Ángel Lotina com a entrenador, encara que va arribar a ser decisiu en la Copa del Rei que aquell any els pericos acabaren guanyant. Amb el fitxatge de Moha, procedent de l'Osasuna, el club barceloní declara transferible Jofre, que fitxa pel Reial Múrcia CF de Segona divisió. Amb el Múrcia, aconsegueix l'ascens a Primera divisió la temporada 2006-07, de la mà del tècnic Lucas Alcaraz.
Després de dues temporades al Real Murcia i havent descendit de nou el club a Segona, rescindeix el seu contracte i fitxa lliure pel Rayo Vallecano. Després de dues temporades a l'equip de Vallecas, Jofre rescindeix el seu contracte i el 4 d'agost de 2010 es converteix en nou jugador del Reial Valladolid per a les pròximes dues temporades. El 2012, després d'ascendir amb el Valladolid a Primera divisió, queda lliure i fitxa pel Girona FC.
Al final de la temporada 2013-14, amb poc protagonisme a l'equip gironí, finalitza el contracte amb el Girona FC i queda lliure al mercat.
El 26 d'agost de 2014, a 34 anys, Jofre va marxar a jugar a l'estranger per primer cop en la seva carrera, amb l'Atlético de Kolkata per la temporada inaugural de la Indian Super League. Va marcar el primer gol amb el seu nou club el 19 d'octubre, en transformar un penal en un partita que va acabar 1–1 contra el Delhi Dynamos FC després que Fikru Teferra patís falta dintre de l'àrea.
Jofre va fitxar per un altre equip de la màxima divisió Índia per la temporada 2015, l'FC Goa.

## Estadístiques de la carrera
| Club             | Temporada     | Lliga               | Lliga   | Lliga | Copa    | Copa | Altres  | Altres | Total   | Total |
| Club             | Temporada     | Divisió             | Partits | Gols  | Partits | Gols | Partits | Gols   | Partits | Gols  |
| ---------------- | ------------- | ------------------- | ------- | ----- | ------- | ---- | ------- | ------ | ------- | ----- |
| FC Barcelona B   | 1996–97       | Segona Divisió      | 1       | 0     | —       | —    | —       | —      | 1       | 0     |
| FC Barcelona B   | 1997–98       | Segona Divisió B    | 7       | 1     | —       | —    | 6       | 3      | 13      | 4     |
| FC Barcelona B   | 1998–99       | Segona Divisió      | 31      | 2     | —       | —    | —       | —      | 31      | 2     |
| FC Barcelona B   | 1999–2000     | Segona Divisió      | 28      | 3     | —       | —    | —       | —      | 28      | 3     |
| FC Barcelona B   | 2001–02       | Segona Divisió B    | 34      | 6     | —       | —    | 5       | 0      | 39      | 6     |
| FC Barcelona B   | Total         | Total               | 101     | 12    | —       | —    | 11      | 3      | 112     | 15    |
| FC Barcelona     | 1997–98       | La Liga             | 1       | 0     | 0       | 0    | 0       | 0      | 1       | 0     |
| FC Barcelona     | 2001–02       | La Liga             | 1       | 0     | 0       | 0    | 0       | 0      | 1       | 0     |
| FC Barcelona     | Total         | Total               | 2       | 0     | 0       | 0    | 0       | 0      | 2       | 0     |
| RCD Mallorca B   | 2000–01       | Segona Divisió B    | 35      | 5     | —       | —    | —       | —      | 35      | 5     |
| Llevant UE       | 2002–03       | Segona Divisió      | 37      | 5     | 1       | 0    | —       | —      | 38      | 5     |
| Llevant UE       | 2003–04       | Segona Divisió      | 37      | 4     | 4       | 0    | —       | —      | 41      | 4     |
| Llevant UE       | 2004–05       | La Liga             | 27      | 2     | 2       | 1    | —       | —      | 29      | 3     |
| Llevant UE       | Total         | Total               | 101     | 11    | 7       | 1    | —       | —      | 108     | 12    |
| RCD Espanyol     | 2005–06       | La Liga             | 12      | 0     | 5       | 2    | 4       | 1      | 21      | 3     |
| Reial Múrcia CF  | 2006–07       | Segona Divisió      | 33      | 3     | 0       | 0    | —       | —      | 33      | 3     |
| Reial Múrcia CF  | 2007–08       | La Liga             | 14      | 1     | 2       | 0    | —       | —      | 16      | 1     |
| Reial Múrcia CF  | Total         | Total               | 47      | 4     | 2       | 0    | —       | —      | 49      | 4     |
| Rayo Vallecano   | 2008–09       | Segona Divisió      | 33      | 3     | 4       | 0    | —       | —      | 37      | 3     |
| Rayo Vallecano   | 2009–10       | Segona divisió      | 32      | 2     | 2       | 0    | —       | —      | 34      | 2     |
| Rayo Vallecano   | Total         | Total               | 65      | 5     | 6       | 0    | —       | —      | 74      | 5     |
| Reial Valladolid | 2010–11       | Segona divisió      | 32      | 2     | 4       | 1    | 2       | 0      | 38      | 3     |
| Reial Valladolid | 2011–12       | Segona Divisió      | 37      | 3     | 2       | 1    | —       | —      | 39      | 4     |
| Reial Valladolid | Total         | Total               | 69      | 5     | 6       | 2    | 2       | 0      | 77      | 7     |
| Girona FC        | 2012–13       | Segona Divisió      | 34      | 4     | 0       | 0    | 2       | 0      | 36      | 4     |
| Girona FC        | 2013–14       | Segona Divisió      | 25      | 0     | 4       | 0    | —       | —      | 29      | 0     |
| Girona FC        | Total         | Total               | 59      | 4     | 4       | 0    | 2       | 0      | 65      | 4     |
| Atlético Kolkata | 2014          | Indian Super League | 12      | 1     | —       | —    | —       | —      | 12      | 1     |
| FC Goa           | 2015          | Indian Super League | 12      | 4     | —       | —    | —       | —      | 12      | 4     |
| FC Goa           | 2016          | Indian Super League | 11      | 2     | —       | —    | —       | —      | 11      | 2     |
| FC Goa           | Total         | Total               | 23      | 6     | —       | —    | —       | —      | 23      | 6     |
| Total carrera    | Total carrera | Total carrera       | 526     | 53    | 28      | 5    | 19      | 4      | 578     | 62    |

1. 1 2  Aparicions en play-offs de Segona Divisió
2. ↑  Includes appearances in UEFA Cup
3. 1 2  Aparicions a play-offs de La Liga